# Robson Ponte
Robson Ponte (São Paulo, Brasil, 6 de noviembre de 1976) es un ex-futbolista brasileño, se desempeñaba como mediapunta. Desempeñó los mejores años de su carrera en Alemania.

## Clubes
| Club               | País     | Año         |
| ------------------ | -------- | ----------- |
| CA Juventus        | Brasil   | 1995 - 1996 |
| América FC         | Brasil   | 1997        |
| Guarani FC         | Brasil   | 1998 - 1999 |
| Bayer Leverkusen   | Alemania | 1999 - 2001 |
| VfL Wolfsburg      | Alemania | 2001 - 2003 |
| Bayer Leverkusen   | Alemania | 2003 - 2005 |
| Urawa Red Diamonds | Japón    | 2005 - 2010 |
| Grêmio Barueri     | Brasil   | 2011        |

- Datos: Q864670
- Multimedia: Robson Ponte / Q864670